# Hemipeplus quadricollis
Hemipeplus quadricollis är en skalbaggsart som beskrevs av Darren A. Pollock 1999. Hemipeplus quadricollis ingår i släktet Hemipeplus och familjen Mycteridae. Inga underarter finns listade i Catalogue of Life.